# Вигнерова D матрица
Вигнерова D матрица представља матрицу иредуцибилних репрезентација група SU(2) и SO(3). Вигнерова D матрица је квадратна матрица оператора ротација димензија {\displaystyle 2j+1} са општим елементима:
{\displaystyle D_{m'm}^{j}(\alpha ,\beta ,\gamma )\equiv \langle jm'|{\mathcal {R}}(\alpha ,\beta ,\gamma )|jm\rangle =e^{-im'\alpha }d_{m'm}^{j}(\beta )e^{-im\gamma }.}
Матрица је добила име по Еугену Вигнеру, који ју је први увео 1927. године.

## Дефиниција D матрице
Генератори Лијевих алгебри SU(2) и SO(3) означимо са {\displaystyle J_{x}}, {\displaystyle J_{y}}, {\displaystyle J_{z}}. За њих вреде следеће комутационе релације:
{\displaystyle [J_{x},J_{y}]=iJ_{z},\quad [J_{z},J_{x}]=iJ_{y},\quad [J_{y},J_{z}]=iJ_{x},}
Оператор
{\displaystyle J^{2}=J_{x}^{2}+J_{y}^{2}+J_{z}^{2}}
представља Казимиров оператор од SU(2) (или SO(3) ).
Оператор ротација може да се прикаже као:
{\displaystyle {\mathcal {R}}(\alpha ,\beta ,\gamma )=e^{-i\alpha J_{z}}e^{-i\beta J_{y}}e^{-i\gamma J_{z}},}
где су {\displaystyle \alpha ,\;\beta ,} и{\displaystyle \gamma \;} Ојлерови углови.
Вигнерова D матрица је квадратна матрица димензија {\displaystyle 2j+1} са општим елементима:
{\displaystyle D_{m'm}^{j}(\alpha ,\beta ,\gamma )\equiv \langle jm'|{\mathcal {R}}(\alpha ,\beta ,\gamma )|jm\rangle =e^{-im'\alpha }d_{m'm}^{j}(\beta )e^{-im\gamma }.}
При томе мала Вигнерова d- матрица означена је са:
{\displaystyle d_{m'm}^{j}(\beta )=\langle jm'|e^{-i\beta j_{y}}|jm\rangle }

## Мала Вигнерова d- матрица
Мала Вигнерова d- матрица може да се представи као:
{\displaystyle {\begin{array}{lcl}d_{m'm}^{j}(\beta )&=&[(j+m')!(j-m')!(j+m)!(j-m)!]^{1/2}\sum \limits _{s}\left[{\frac {(-1)^{m'-m+s}}{(j+m-s)!s!(m'-m+s)!(j-m'-s)!}}\right.\\&&\left.\cdot \left(\cos {\frac {\beta }{2}}\right)^{2j+m-m'-2s}\left(\sin {\frac {\beta }{2}}\right)^{m'-m+2s}\right].\end{array}}}
Матрични елементи мале d- матрице повезани су са Јакобијевим полиномима {\displaystyle P_{k}^{(a,b)}(\cos \beta )} са ненегативним {\displaystyle a\,} и {\displaystyle b\,}.
Нека је
{\displaystyle k=\min(j+m,\,j-m,\,j+m',\,j-m').}
Онда је:
{\displaystyle {\hbox{Ako je}}\quad k={\begin{cases}j+m:&\quad a=m'-m;\quad \lambda =m'-m\\j-m:&\quad a=m-m';\quad \lambda =0\\j+m':&\quad a=m-m';\quad \lambda =0\\j-m':&\quad a=m'-m;\quad \lambda =m'-m\\\end{cases}}}
Онда уз услов {\displaystyle b=2j-2k-a\,} релација је:
{\displaystyle d_{m'm}^{j}(\beta )=(-1)^{\lambda }{\binom {2j-k}{k+a}}^{1/2}{\binom {k+b}{b}}^{-1/2}\left(\sin {\frac {\beta }{2}}\right)^{a}\left(\cos {\frac {\beta }{2}}\right)^{b}P_{k}^{(a,b)}(\cos \beta ),}
где су {\displaystyle a,b\geq 0.\,}

## Својства Вигнерове D матрице
Следећих шест оператора:
{\displaystyle {\begin{array}{lcl}{\hat {\mathcal {J}}}_{1}&=&i\left(\cos \alpha \cot \beta \,{\partial  \over \partial \alpha }\,+\sin \alpha \,{\partial  \over \partial \beta }\,-{\cos \alpha  \over \sin \beta }\,{\partial  \over \partial \gamma }\,\right)\\{\hat {\mathcal {J}}}_{2}&=&i\left(\sin \alpha \cot \beta \,{\partial  \over \partial \alpha }\,-\cos \alpha \;{\partial  \over \partial \beta }\,-{\sin \alpha  \over \sin \beta }\,{\partial  \over \partial \gamma }\,\right)\\{\hat {\mathcal {J}}}_{3}&=&-i\;{\partial  \over \partial \alpha },\end{array}}}
{\displaystyle {\begin{array}{lcl}{\hat {\mathcal {P}}}_{1}&=&\,i\left({\cos \gamma  \over \sin \beta }{\partial  \over \partial \alpha }-\sin \gamma {\partial  \over \partial \beta }-\cot \beta \cos \gamma {\partial  \over \partial \gamma }\right)\\{\hat {\mathcal {P}}}_{2}&=&\,i\left(-{\sin \gamma  \over \sin \beta }{\partial  \over \partial \alpha }-\cos \gamma {\partial  \over \partial \beta }+\cot \beta \sin \gamma {\partial  \over \partial \gamma }\right)\\{\hat {\mathcal {P}}}_{3}&=&-i{\partial  \over \partial \gamma },\\\end{array}}}
задовољава комутационе релације:
{\displaystyle \left[{\mathcal {J}}_{1},\,{\mathcal {J}}_{2}\right]=i{\mathcal {J}}_{3},\qquad {\hbox{and}}\qquad \left[{\mathcal {P}}_{1},\,{\mathcal {P}}_{2}\right]=-i{\mathcal {P}}_{3}}
Уз то два низа узајамно комутирају:
{\displaystyle \left[{\mathcal {P}}_{i},\,{\mathcal {J}}_{j}\right]=0,\quad i,\,j=1,\,2,\,3,}
Квадрати тих оператора су једнаки:
{\displaystyle {\mathcal {J}}^{2}\equiv {\mathcal {J}}_{1}^{2}+{\mathcal {J}}_{2}^{2}+{\mathcal {J}}_{3}^{2}={\mathcal {P}}^{2}\equiv {\mathcal {P}}_{1}^{2}+{\mathcal {P}}_{2}^{2}+{\mathcal {P}}_{3}^{2}.}
Експлицитни облик је:
{\displaystyle {\mathcal {J}}^{2}={\mathcal {P}}^{2}=-{\frac {1}{\sin ^{2}\beta }}\left({\frac {\partial ^{2}}{\partial \alpha ^{2}}}+{\frac {\partial ^{2}}{\partial \gamma ^{2}}}-2\cos \beta {\frac {\partial ^{2}}{\partial \alpha \partial \gamma }}\right)-{\frac {\partial ^{2}}{\partial \beta ^{2}}}-\cot \beta {\frac {\partial }{\partial \beta }}.}
Дејство оператора {\displaystyle {\mathcal {J}}_{i}} на први индекс D-матрице је:
{\displaystyle {\mathcal {J}}_{3}\,D_{m'm}^{j}(\alpha ,\beta ,\gamma )^{*}=m'\,D_{m'm}^{j}(\alpha ,\beta ,\gamma )^{*},}
{\displaystyle ({\mathcal {J}}_{1}\pm i{\mathcal {J}}_{2})\,D_{m'm}^{j}(\alpha ,\beta ,\gamma )^{*}={\sqrt {j(j+1)-m'(m'\pm 1)}}\,D_{m'\pm 1,m}^{j}(\alpha ,\beta ,\gamma )^{*}.}
С друге стране дејство {\displaystyle {\mathcal {P}}_{i}} оператора на други индекс D-матрице је:
{\displaystyle {\mathcal {P}}_{3}\,D_{m'm}^{j}(\alpha ,\beta ,\gamma )^{*}=m\,D_{m'm}^{j}(\alpha ,\beta ,\gamma )^{*},}
{\displaystyle ({\mathcal {P}}_{1}\mp i{\mathcal {P}}_{2})\,D_{m'm}^{j}(\alpha ,\beta ,\gamma )^{*}={\sqrt {j(j+1)-m(m\pm 1)}}\,D_{m',m\pm 1}^{j}(\alpha ,\beta ,\gamma )^{*}.}
Коначно добија се:
{\displaystyle {\mathcal {J}}^{2}\,D_{m'm}^{j}(\alpha ,\beta ,\gamma )^{*}={\mathcal {P}}^{2}\,D_{m'm}^{j}(\alpha ,\beta ,\gamma )^{*}=j(j+1)D_{m'm}^{j}(\alpha ,\beta ,\gamma )^{*}.}

## Релација ортогоналности
{\displaystyle \int _{0}^{2\pi }d\alpha \int _{0}^{\pi }\sin \beta d\beta \int _{0}^{2\pi }d\gamma \,\,D_{m'k'}^{j'}(\alpha ,\beta ,\gamma )^{\ast }D_{mk}^{j}(\alpha ,\beta ,\gamma )={\frac {8\pi ^{2}}{2j+1}}\delta _{m'm}\delta _{k'k}\delta _{j'j}.}

## Кронекеров производ матрица
Кронекеров производ D матрица
{\displaystyle \mathbf {D} ^{j}(\alpha ,\beta ,\gamma )\otimes \mathbf {D} ^{j'}(\alpha ,\beta ,\gamma )}
чини редуцибилну матричну репрезентацију специјалних група SO(3) и SU(2). Редукцијом на иредуцибилне компоненте добија се:
{\displaystyle D_{mk}^{j}(\alpha ,\beta ,\gamma )D_{m'k'}^{j'}(\alpha ,\beta ,\gamma )=\sum _{J=|j-j'|}^{j+j'}\sum _{M=-J}^{J}\sum _{K=-J}^{J}\langle jmj'm'|JM\rangle \langle jkj'k'|JK\rangle D_{MK}^{J}(\alpha ,\beta ,\gamma )}
Симболи {\displaystyle \langle jmj'm'|JM\rangle } су Клебш-Горданови коефицијенти.

## Веза са сферним хармоницима и Лежандровим полиномима
За целобројне вредности {\displaystyle l} и за други индекс једнак нули матрични елементи D-матрице пропорционални су сферним хармоницима и придруженим Лежандровим полиномима:
{\displaystyle D_{m0}^{\ell }(\alpha ,\beta ,0)={\sqrt {\frac {4\pi }{2\ell +1}}}Y_{\ell }^{m*}(\beta ,\alpha )={\sqrt {\frac {(\ell -m)!}{(\ell +m)!}}}\,P_{\ell }^{m}(\cos {\beta })\,e^{-im\alpha }}
Одатле се добија следећа релација за мале d-матрице:
{\displaystyle d_{m0}^{\ell }(\beta )={\sqrt {\frac {(\ell -m)!}{(\ell +m)!}}}\,P_{\ell }^{m}(\cos {\beta })}
Ако су оба индекса једнака нули тада су матрични елементи пропрционални Лежандровом полиному:
{\displaystyle D_{0,0}^{\ell }(\alpha ,\beta ,\gamma )=d_{0,0}^{\ell }(\beta )=P_{\ell }(\cos \beta ).}

## Табела мале Вигнерове d- матрице
За j=1/2
- {\displaystyle d_{1/2,1/2}^{1/2}=\cos(\theta /2)}
- {\displaystyle d_{1/2,-1/2}^{1/2}=-\sin(\theta /2)}

За j=1
- {\displaystyle d_{1,1}^{1}={\frac {1+\cos \theta }{2}}}
- {\displaystyle d_{1,0}^{1}={\frac {-\sin \theta }{\sqrt {2}}}}
- {\displaystyle d_{1,-1}^{1}={\frac {1-\cos \theta }{2}}}
- {\displaystyle d_{0,0}^{1}=\cos \theta }

За j=3/2
- {\displaystyle d_{3/2,3/2}^{3/2}={\frac {1+\cos \theta }{2}}\cos {\frac {\theta }{2}}}
- {\displaystyle d_{3/2,1/2}^{3/2}=-{\sqrt {3}}{\frac {1+\cos \theta }{2}}\sin {\frac {\theta }{2}}}
- {\displaystyle d_{3/2,-1/2}^{3/2}={\sqrt {3}}{\frac {1-\cos \theta }{2}}\cos {\frac {\theta }{2}}}
- {\displaystyle d_{3/2,-3/2}^{3/2}=-{\frac {1-\cos \theta }{2}}\sin {\frac {\theta }{2}}}
- {\displaystyle d_{1/2,1/2}^{3/2}={\frac {3\cos \theta -1}{2}}\cos {\frac {\theta }{2}}}
- {\displaystyle d_{1/2,-1/2}^{3/2}=-{\frac {3\cos \theta +1}{2}}\sin {\frac {\theta }{2}}}

За j=2
- {\displaystyle d_{2,2}^{2}={\frac {1}{4}}\left(1+\cos \theta \right)^{2}}
- {\displaystyle d_{2,1}^{2}=-{\frac {1}{2}}\sin \theta \left(1+\cos \theta \right)}
- {\displaystyle d_{2,0}^{2}={\sqrt {\frac {3}{8}}}\sin ^{2}\theta }
- {\displaystyle d_{2,-1}^{2}=-{\frac {1}{2}}\sin \theta \left(1-\cos \theta \right)}
- {\displaystyle d_{2,-2}^{2}={\frac {1}{4}}\left(1-\cos \theta \right)^{2}}
- {\displaystyle d_{1,1}^{2}={\frac {1}{2}}\left(2\cos ^{2}\theta +\cos \theta -1\right)}
- {\displaystyle d_{1,0}^{2}=-{\sqrt {\frac {3}{8}}}\sin 2\theta }
- {\displaystyle d_{1,-1}^{2}={\frac {1}{2}}\left(-2\cos ^{2}\theta +\cos \theta +1\right)}
- {\displaystyle d_{0,0}^{2}={\frac {1}{2}}\left(3\cos ^{2}\theta -1\right)}